# Cantua megapotamica
Cantua megapotamica là một loài thực vật có hoa trong họ Polemoniaceae. Loài này được Spreng. mô tả khoa học đầu tiên năm 1827.